# Oligosita macrothoracica
Oligosita macrothoracica är en stekelart som beskrevs av Lin 1994. Oligosita macrothoracica ingår i släktet Oligosita och familjen hårstrimsteklar. Inga underarter finns listade i Catalogue of Life.